# Церковь Швеции
Це́рковь Шве́ции (швед. Svenska kyrkan) — евангелическо-лютеранская национальная церковь Швеции. Это бывшая государственная церковь со штаб-квартирой в Уппсале, насчитывающая 5,5 миллиона членов на конец 2021 года. Это крупнейшая христианская конфессия в Швеции и крупнейшая лютеранская конфессия в Европе.
В состав церкви входят тринадцать диоцезов, разделенных на приходы. Главой церкви является архиепископ Уппсалы. Церковь Швеции представляет собой открытую национальную церковь, работающую с демократическими организациями и через церковное служение охватывающую всю нацию.
Главой Церкви Швеции является архиепископ Уппсалы. 8 июня 2022 года архиепископом был избран Мартин Модеус, который вступил в должность 4 декабря того же года.
С литургической и теологической точки зрения это высокая церковь, сохранившая священников, облачения и мессу во время шведской Реформации. Как и другие евангелическо-лютеранские церкви (особенно в странах Северной Европы и Балтии), Церковь Швеции сохраняет исторический епископат и претендует на апостольскую преемственность. В канонах Церкви Швеции говорится, что вера, исповедание и учение церкви понимаются как выражение католической христианской веры. Далее в них говорится, что это не служит созданию новой, конфессионально своеобразной интерпретации, а касается апостольской веры, передаваемой через традиции церкви, концепции, аналогичной доктрине «реформированной и католической», существующей в англиканских церквях.
Членство в церкви, насчитывающее 5 563 351 человек, составляет 52,8 % (на конец 2022 г.) населения Швеции. До 2000 года она являлась государственной церковью. До 1996 года все новорожденные дети становились членами, если только их родители не отказались от своего членства. Примерно 2 % членов церкви регулярно посещают воскресные службы.

## Этимология
Название «Церковь Швеции» впервые появилось в законодательном акте в 1860 году (в первом законе о несогласных). Это название было необходимо для того, чтобы различать Церковь Швеции от других конфессий.

## Вероучение
Начало вероучения шведской церкви после реформации было заложено в 1536 году во время правления короля Швеции Густава Вазы. На созванном им Синоде церкви в Швеции каноническое право Римско-католической церкви было отменено. Этот акт официально отделил церковь в Швеции от папы. В 1572 году церковь приняла «Шведский церковный устав», в котором определялась организационная структура и характер самоуправляющейся шведской церкви. Главой церкви с этого момента стал король.
Официально шведская церковь стала лютеранской в 1593 году, когда Синод шведской церкви в Уппасале принял Аугсбургское исповедание, признав лютеранские вероучения обязательными для всего шведского королевства, а также издал документ Confessio Fidei, согласно которому были приняты:
- Апостольский Символ веры
- Никейский Символ веры
- Афанасьевский Символ веры
- Аугсбургское исповедание
- Решение Синода в Уппсале 1572 года
- Решение Синода в Уппсале 1593 года

В 1686 году Риксдаг принял Книгу Согласия, которая включает в себя также следующие тексты:
- Апология аугсбургского исповедания
- Шмалькальденские артикулы
- О власти и первенстве Папы
- Большой катехизис Мартина Лютера
- Малый катехизис Мартина Лютера
- Формула согласия

В XIX—XX веках были официально утверждены различные церковные соглашения, в основном направленные на экуменизм:
- Уппсальское исповедание 1909 года, для полного евхаристического общения с Церковью Англии
- Конституция Всемирного совета церквей (ВСЦ)
- Конституция Всемирной лютеранской федерации (ВЛФ)
- «Крещение, Евхаристия и Служение», также известное как «Лимский документ» (англ. Lima Document) ВСЦ в Лиме в 1982
- Договор 1995 года об общении с Независимой Филиппинской церковью
- Вступила в Декларацию Порвоо в 1996[7] (англ. Porvoo Communion) для полного общения с другими 11 церквями, не являющимися католическими, но не нарушившими апостольскую преемственность.

На практике, тексты лютеранских вероучений играют второстепенную роль, вместо этого приходы опираются на лютеранские традиции, смешанные с влиянием других христианских конфессий и различных церковных движений, такие как Низкая церковь, Высокая церковь, пиетизм («Старая церковь») и лестадианство, которые могут быть установлены на местном уровне, но не имеют большого общенационального влияния.
С XX века Церковь Швеции в большинстве своем проповедует либеральное христианство и защищает права человека.

## История
Христианство проникло в Швецию, как и во многие другие страны, через миссионерские монашеские ордена, моряков и торговцев. Католический монах Ансгар считается первым, кто пришёл с христианской проповедью в Швецию в IX веке. Также считается, что именно по его инициативе первые христиане в Швеции построили первую церковь, церковь в городе Бирка на озере Меларен.

### Образование шведской церкви
Важным событием для христианства в Швеции был Улоф Шётконунг, который был первым христианским королём Швеции, вероятно, крещённым английским миссионером. Его политика была направлена на активное распространение христианства в Швеции. Миссионеры проповедовали христианство, строились католические монастыри, церкви в центре поселений, как знак Божьего присутствия в мире. Задачами церкви были не только воспитание людей в христианской вере, но также образование и здравоохранение. Со временем церковь стала в стране весьма могущественной силой, в том числе богатейшим землевладельцем: площадь церковных владений превышала общую площадь земель, принадлежащих шведским дворянам.

### Реформация
В 1517 году братья Олаус (Олаф) и Лаурентиус (Ларс) Петри, сыновья кузнеца из Эребру, приехавшие в Германию для получения образования, стали свидетелями выступлений Мартина Лютера против злоупотреблений в Римско-католической церкви. В 1518 году Олаус вернулся в Швецию и стал диаконом и учителем Стренгнесской церковной школы. Первоначально к выступлениям Петри отрицательно отнеслись не только церковные иерархи, но и обычные прихожане, которые кидали в проповедника камнями и палками. Первоначально отрицательно к проповеди нового учения отнесся и новый король Швеции Густав Васа, которым в 1523 году был издан указ, запрещавший под угрозой лишения имущества и смертной казни изучать произведения Лютера. Однако сложная внутриполитическая ситуация заставила короля искать как новых союзников внутри страны, так и дополнительные источники финансирования своего правления. Вдобавок в 1524 году возник конфликт между королём и папой Климентом VII по поводу избрания нового архиепископа. В результате этого отношения с папством были прерваны и больше не возобновлялись.
Реформа Церкви в Швеции осуществлялась постепенно — с 1525 года началось проведение богослужений на шведском языке, в 1526 году на нём был издан Новый Завет, а в 1541 году — вся Библия, и король обязал все церкви купить новые книги.
В 1527 году на Вестеросском риксдаге главой Церкви был провозглашен король, а имущество монастырей было конфисковано в пользу короны. Делами Церкви стали управлять светские лица, назначенные королём.
В 1531 году архиепископом Швеции стал брат Олауса Лаурентиус. Под его руководством в 1536 году в Уппсале состоялся Церковный собор, на котором лютеранские церковные книги были признаны обязательными для всей Швеции. Целибат был отменен. В 1571 году Лаурентиусом Петри был разработан «Шведский церковный устав», в котором определялась организационная структура и характер самоуправляющейся Шведской Церкви. Пасторы и миряне получали возможность выбирать епископов, однако окончательное утверждение кандидатов стало прерогативой короля.
Вместе с тем ввиду отсутствия ожесточенного противостояния между римскими католиками и приверженцами Реформации, которое имело место в странах Центральной Европы, изменения во внешнем характере богослужений не имели сильных отличий от таковых в Римско-католической церкви. Поэтому шведский обряд принято считать образцом высокоцерковной традиции в лютеранстве. Также формально считается, что Церковь Швеции имеет Апостольскую преемственность: так, Лаурентий Петри был ординирован в епископы Петром Магнуссоном, епископом Вестеросским, посвящённым в свой сан в Риме.
Реформация была проведена и в Финляндии, в то время являвшейся частью королевства Швеции. Первым лютеранским епископом в Финляндии (в городе Або) стал Микаэль Агрикола, который составил первый букварь финского языка и перевел на финский Новый Завет и части Ветхого Завета.
В 1718 году была попытка объединения Шведской и Англиканской церкви, которая провалилась из-за сопротивления консервативного шведского епископата, обвинявшего англикан в чрезмерном кальвинизме.

### Пиетизм и движения веры
С конца XVII века в стране стал распространяться пиетизм, позиции которого усились после поражения Швеции в Северной войне. Так как это стало рассматриваться как угроза единству церкви, то 12 января 1726 года был принят закон о молитвенных собраниях (конвектильплакат), который запрещал собрания верующих вне церковных зданий.
Тем не менее в начале XIX века в стране стали распространяться ривайвелистские движения веры, в проповеди которых важную роли стали играть приходские священники или просто миряне. Одним из наиболее известных проповедников того периода стал Карл Росениус. В 1858 году конвектильплакат был отменён, что стимулировало развитие свободноцерковного движения.

### XX век
В 1952 году шведский гражданин получил право выйти из Церкви Швеции без вступления при этом в другую конфессию. В 1958 году шведский парламент принял закон, позволяющий женщинам быть рукоположёнными в клир (в том числе быть пасторами и епископами). Первые такие ординации были совершены в апреле 1960 года, когда Ингрид Перссон, Маргит Сахлин и Элизабет Юрле были рукоположены в священницы.
В 1992 году Церковь Швеции вступила в Декларацию Порвоо (англ. Porvoo Communion) и подписала соглашение о полном общении с другими 11 церквями, не являющимися католическими, но не нарушившими апостольскую преемственность.
До 1 января 1996 года крещение не было обязательным условием членства в Церкви Швеции, хотя оно было необходимо для занятия выборной должности в приходе или в епархии. 1 января 2000 года Церковь Швеции была отделена от государства. Тем не менее c отделением церкви от государства вступил в силу «Закон о Церкви Швеции» (швед. Lag om Svenska kyrkan), который контролирует церковь, чтобы она была лютеранской, национальной и демократичной.

### XXI век
После отделения Церкви Швеции от государства за ней был оставлен надзор за кладбищами, потому даже лица, не входящие в неё, продолжали платить похоронный сбор. Также Церковь Швеции продолжала получать государственные пособия на общественно-полезные нужды (например, на охрану церковных зданий, признанных памятниками архитектуры).
В 2007 году Церковь Швеции начала благословлять однополые браки и разрешила ординировать геев и лесбиянок. С 1 ноября 2009 года Церковь Швеции регистрирует однополые браки. Это решение было принято на церковном заседании 176 голосами против 63 и 11 воздержались. Таким образом Церковь Швеции становится одной из первых церквей в мире, отходящих от понятия гетеросексуального брака как традиционного. Согласно исследованию в 2008 году, 71 % шведов считало, что однополые браки должны быть разрешены.
8 ноября 2009 года в Церкви Швеции в сан епископа Стокгольма возвели открытую лесбиянку, 55-летнюю Еву Брунне. Торжественное богослужение c рукоположением состоялось в Уппсальском Кафедральном соборе. Брунне стала первым в мире епископом-лесбиянкой и пятой женщиной-епископом в Швеции.

## Структура и финансирование
Церковь Швеции имеет епископальное устройство с элементами пресвитериально-синодального, делится на епархии (швед. stift), епархии на благочиния (швед. kontrakt), благочиния на приходы (швед. församlingar). В рамках епархий также действуют экстерриториальные приходы — военные (швед. militärförsamlingar), национальные (швед. nationella församlingar), надворный (швед. Hovförsamlingen), зарубежные (швед. utlandsförsamling)). Возглавляется Архиепископом Уппсалы, при котором действует представительные органы — поместный собор (Kyrkomötet) (с 1863 года), избираемый по пропорциональной системе по многомандатным округам сроком на 4 года (с 2001 года), и епископский собор (Biskopsmötet) и исполнительный орган — церковное управление (Kyrkostyrelse). Поместный собор избирает из своего состава президиум (Kyrkomötets presidium), состоящий из председателя поместного собора (Kyrkomötets ordförande), первого вице-председателя поместного собора (Kyrkomötets förste vice ordförande), второго вице-председателя поместного собор (Kyrkomötets andre vice ordförande) и секретаря поместного собора (Kyrkomötets sekreterare), и комитеты поместного собора (Kyrkomötets utskott), каждый из которых состоит из председателя, вице-председателя, членов и заместителей членов (Ersättare):
- Комитет по вопросам богослужений (Gudstjänstutskottet);
- Организационный комитет (Organisationsutskottet);
- Комитет по контрою и назначениям (Tillsyns- och uppdragsutskottet);
- Экономический комитет (Ekonomiutskottet);
- Комитет по экономическим вопросам (Ekumenikutskottet);
- Комитет по церковной жизни (Kyrkolivsutskottet);
- Комитет по социальным вопросам и культуре (Samhälls- och kulturutskottet);
- Административный комитет (Förvaltarskapsutskottet)[21].

Епархии
Церковь Швеции разделена на тринадцать диоцезов. Диоцез Уппсалы при этом имеет двух епископов — архиепископа Уппсалы (одновременно являющегося главой Церкви Швеции и диоцеза Уппсалы и осуществляющего непосредственное управление приходами городов Уппсала и Сигтуна и Энчёпингского «контракта») и епископа Уппсалы, осуществляющего управление большей частью приходов диоцеза. Епархии возглавляются епископами (Biskop), при котором действуют Соборный капитул (Domkapitel), представительные органы — епархиальное собрание (Stiftsfullmäktige) (с 1997 года), избираемое по пропорциональной системе по многомандатным округам сроком на 4 года (с 2001 года), и исполнительный орган — епархиальный совет (Stiftsstyrelse) (c 1989 года).
| Диоцез                                | Главный собор                 | Действующий епископ |
| ------------------------------------- | ----------------------------- | ------------------- |
| Диоцез Уппсалы (архиепископы Уппсалы) | Кафедральный собор Уппсалы    | Антье Якелен        |
| Диоцез Уппсалы                        | Кафедральный собор Уппсалы    | Карин Юханнессон    |
| Диоцез Векшё                          | Кафедральный собор Векшё      | Фредрик Модеус      |
| Диоцез Вестероса                      | Кафедральный собор Вестероса  | Микаэль Могрен      |
| Диоцез Висбю                          | Кафедральный собор Висбю      | Томас Петерссон     |
| Диоцез Гётеборга                      | Кафедральный собор Гётеборга  | Сюзанна Раппманн    |
| Диоцез Карлстада                      | Кафедральный собор Карлстада  | Сёрен Далеви        |
| Диоцез Линчёпинга                     | Кафедральный собор Линчёпинга | Мартин Модеус       |
| Диоцез Лулео                          | Кафедральный собор Лулео      | Оса Нистрём         |
| Диоцез Лунда                          | Кафедральный собор Лунда      | Юхан Тюрберг        |
| Диоцез Скары                          | Кафедральный собор Скары      | Оке Бонньер         |
| Диоцез Стокгольма                     | Кафедральный собор Стокгольма | Ева Брунне          |
| Диоцез Стренгнеса                     | Кафедральный собор Стренгнеса | Юхан Далман         |
| Диоцез Хернёсанда                     | Кафедральный собор Хернёсанда | Ева Нордунг Бюстрём |

Благочиния
Благочиния возглавлялись благочинными (Kontraktsprost).
Приходы
Пастораты возглавляются настоятелями (Kyrkoherde), при которых действуют несколько пресвитеров (Präst) (саамские приходы возглавляются саамскими пасторами (Pastor lapponum)), представительные органы — приходские собрания (Kyrkofullmäktige), избираемая мирянами по пропорциональной системе по многомандатным округам сроком на 4 года (с 2001 года), или церковные сходы (Kyrkostämma) состоящие из всех жителей прихода) и исполнительные органы — приходские советы (Kyrkoråd).
Военные приходы
Объединяют граждан Швеции лютеранского исповедания состоящих на службе в Шведской королевской армии. Военные приходы находятся в подчинении фельд-пробста (Fältprost) или военного пастора (Militärpastor), в каждом из батальонов армии и хеймвера есть фельд-пастор (fältpastor) (ранее — полковые пасторы (regementspräster) и рейтарские пасторы (ryttarpräster), при штабах есть штабс-пасторы (stabspastor). В прошлом существовала также фельд-консистория (fältkonsistoriet).
Адмиралтейский приход
Объединяет граждан Швеции лютеранского исповедания состоящих на службе в Шведском королевском флоте. Единственный на всю церковь Приход Карлскрунского королевского адмиралтейства (Kungliga Karlskrona Amiralitetsförsamling) (кроме него в Карлскруне действует городской приход (Karlskrona stadsförsamling)). Возглавляется адмиралтейств-пастором (amiralitetspastor). В прошлом существовало несколько адмиралтейских приходов, руководились они адмиралтейств-консисторией (amiralitetskonsistorium), состоявшей из адмиралтейств-суперинтендентом (amiralitetssuperintendent) и адмиралтейств-проповедников (amiralitetspredikant).
Надворный приход
Надворный приход возглавляется гоф-консисторией (Hovkonsistoriet), состоявшей из обер-гоф-проповедника (överhovpredikant), двух гоф-проповедников (hovpredikant) и 2 асессоров (assessor).
Национальные приходы
- Финский приход в Стокгольме — объединяет шведских подданных финского происхождения;
- Немецкие приходы в Стокольме, Гётеборге, Мальмё, Норчёпинге, Карлскроне и других городах — объединяют шведских подданных немецкого происхождения;
- Саамские приходы (швед. lappförsamlingar) — объединяет шведских подданных саамского происхождения.

Зарубежные приходы
Объединяют шведских подданных постоянно-проживающих заграницей.
Финансирование
Шведская церковь финансируется из частных пожертвований и церковного налога.
Это так называемый церковный налог (швед. Kyrkoavgift) размером в 1 % от налогооблагаемого дохода, которым автоматически облагает любой житель Швеции, даже не указавший своё вероисповедание. По умолчанию не указавший свою конфессию житель Швеции платит этот церковный налог (вместе с остальными налогами он автоматически вычитается из зарплаты) именно в Церковь Швеции (Шведскую церковь). Чтобы перевести свой налог в другую конфессию, налогоплательщик должен заявить о своем выборе в налоговой декларации или заявлением о членстве в конкретной религиозной общине (которая сама подаст декларацию со списком прихожан в налоговую службу с требованием перечислить налог данных лиц в свою пользу).
Так как неверующих этот налог обычно не интересует, то часто они «по умолчанию» остаются «членами» Шведской церкви согласно налоговой статистике. Некоторые неверующие осознанно остаются в Шведской церкви. Причина в том, что привыкшие к порядку шведы часто рассматривают крещение и венчание в церкви как традицию и обязанность, символ принадлежности не к церкви, а именно к государству. Этому есть простое объяснение — Церковь Швеции или Шведская церковь (швед. Svenska kyrkan) согласно закону о церкви 1951 года считалась государственной и коммунальной организацией, а священники считались госслужащими с обязанностью регистрации рождения и брака, организации погребений и ухода за кладбищами, за что получали зарплату именно от государства. Только с 1 января 2000 году Шведская церковь была полностью отделена от государства по закону о Шведской церкви 1998 года швед. Lag om Svenska kyrkan (SFS 1998:1591), что вызвало выход из церкви около 0,5 миллиона прихожан.
Но отношение к церкви именно как к части государства по инерции осталось у многих. Шведская церковь раньше отвечала и за погребение всех жителей, за что получала, кроме церковного, ещё и так называемый налог на погребение (размером 0,22 % от налогооблагаемого дохода). После 2000 года Шведская церковь получала налог на погребение только с прихожан Шведской церкви, а с 1 января 2013 даже для них налог на погребение был отделен от церковного налога.

## Саамы и Церковь Швеции
В 2021 году Церковь Швеции извинилась за жестокое обращение с саамами на протяжении нескольких столетий, включая насильственную христианизацию, жестокое обращение с детьми в саамских школах и сбор останков саамов для исследований в области научного расизма и евгеники. Шведская церковь назвала свои «темные действия» против саамов «колониальными» и «законными репрессиями». Прежде чем принести извинения, Шведская церковь в 2019 году подготовила документ объемом 1100 страниц, в котором собрана история церковного угнетения саамского народа и уничтожения саамской культуры.

## Отношение к гомосексуальности
Церковь Швеции не считает гомосексуальность грехом. 27 октября 2005 года церковный Собор принял решение благословлять гомосексуальные союзы, и Церковь создала соответствующий обряд. В ответ на это Русская православная церковь приняла решение о приостановке двусторонних отношений. 1 ноября 2009 года вступило в силу решение Церковного Собора о венчании однополых браков. 8 ноября 2009 года епископом Стокгольма стала открытая лесбиянка Ева Брунне.

## Церковь Швеции в России
Структуры Церкви Швеции на территории современной России существовали в период между Ливонской и Северной войнами. В это время на территории Ингерманландии было основано 25 приходов. После возвращения Ингерманландии России подчинение этих приходов Церкви Швеции прекратилось. После разрушения крепости Ниеншанц были уничтожены и существовавшие там кирхи. Оставшиеся жители были переселены в новый город — Санкт-Петербург. В 1733 году императрица Анна Иоанновна подарила шведско-финской общине земельный участок (сейчас это территория между Большой Конюшенной и Малой Конюшенной улицами), на котором была возведена деревянная церковь святой Анны. После разделения прихода на шведскую и финские общины был создан отдельный шведский приход с церковью святой Екатерины. Приход существовал до 1934 года. В настоящее время деятельность прихода возобновлена, однако, несмотря на братские связи с Церковью Швеции, организационно он входит в ЕЛКРАС.

## Другие государственные или бывшие государственные лютеранские церкви
- Церковь Дании
- Церковь Норвегии
- Церковь Исландии
- Евангелическо-лютеранская церковь Финляндии